# Namibia i olympiska sommarspelen 2012
Namibia deltog i olympiska sommarspelen 2012 som ägde rum i London i Storbritannien mellan den 27 juli och den 12 augusti 2012. Ingen av landets deltagare erövrade någon medalj.

## Brottning
- Huvudartikel: Brottning vid olympiska sommarspelen 2012

Herrar, fristil
| Brottare      | Gren   | Kvalomgång           | Åttondelsfinal           | Kvartsfinal          | Semifinal            | Återkval 1           | Återkval 2           | Final / Brons        | Final / Brons |
| Brottare      | Gren   | Motståndare Resultat | Motståndare Resultat     | Motståndare Resultat | Motståndare Resultat | Motståndare Resultat | Motståndare Resultat | Motståndare Resultat | Placering     |
| ------------- | ------ | -------------------- | ------------------------ | -------------------- | -------------------- | -------------------- | -------------------- | -------------------- | ------------- |
| Sem Shilimela | -55 kg | BYE                  | Otarsultanov (RUS) L 0–3 | Gick inte vidare     | Gick inte vidare     | BYE                  | Yang K-I (PRK) L 0–3 | Gick inte vidare     | 15            |

## Cykling
- Huvudartikel: Cykling vid olympiska sommarspelen 2012

### Landsväg
| Cyklist    | Gren                | Tid | Placering |
| ---------- | ------------------- | --- | --------- |
| Dan Craven | Herrarnas linjelopp | DNF | DNF       |

### Mountainbike
| Cyklist               | Gren                  | Tid     | Placering |
| --------------------- | --------------------- | ------- | --------- |
| Marc Bassingthwaighte | Herrarnas terränglopp | 1:37:17 | 30        |

## Friidrott
- Huvudartikel: Friidrott vid olympiska sommarspelen 2012

Förkortningar
- Notera – Placeringar gäller endast den tävlandes eget heat
- Q = Kvalificerade sig till nästa omgång via placering
- q = Kvalificerade sig på tid eller, i fältgrenarna, på placering utan att ha nått kvalgränsen
- NR = Nationellt rekord
- N/A = Omgången inte möjlig i grenen
- Bye = Idrottaren behövde inte delta i omgången

Damer
Bana och väg
| Idrottare           | Gren    | Heat     | Heat      | Semifinal | Semifinal | Final            | Final            |
| Idrottare           | Gren    | Resultat | Placering | Resultat  | Placering | Resultat         | Placering        |
| ------------------- | ------- | -------- | --------- | --------- | --------- | ---------------- | ---------------- |
| Tjipekapora Herunga | 400 m   | 52.31    | 3 Q       | 52.53     | 6         | Gick inte vidare | Gick inte vidare |
| Helalia Johannes    | Maraton | i.u.     | i.u.      | i.u.      | i.u.      | 2:26:09          | 12               |
| Beata Naigambo      | Maraton | i.u.     | i.u.      | i.u.      | i.u.      | 2:31:16          | 38               |